# Fusedmarc
Fusedmarc är en litauisk electromusikgrupp. Gruppen består av sångaren Viktorija Ivanovskaja, multi-instrumentalisten Denisas Zujevas och Stasys Žakas är visuell designer.

## Medlemmar
- Viktorija Ivanovskaja (Cilia) – sångare, tidigare medlem av gruppen "Saulės kliošas"
- Denisas Zujevas (Vakx, Nurasho) – gitarr, bass, programmering, låtskrivare
- Stasys Zakas (Syrtha) – visuell, videoproduktion, musikproduktion

## Eurovision Song Contest
Den 11 mars 2017 vann Fusedmarc den litauiska uttagningen till Eurovision Song Contest 2017 med bidraget Rain of Revolution.

## Diskografi
- 2005  Contraction , EP